# Jud Larson
Jud Larson,  ameriški dirkač Formule 1, *21. januar 1923, Grand Prairie, Teksas, ZDA, †11. junij, 1966, Reading, Pensilvanija, ZDA.
Jud Larson je pokojni ameriški dirkač, ki je med letoma 1958 in 1958 sodeloval na ameriški dirki Indianapolis 500, ki je med letoma 1950 in 1960 štela tudi za prvenstvo Formule 1. Najboljši rezultat je dosegel nad dirki leta 1958, ko je zasedel osemnajsto mesto. Leta 1966 je umrl za posledicami hude dirkaške nesreče v Readingu.